# マイク・リオーダン
マイケル・W・リオーダン (Michael W. Riordan, 1945年7月9日 - ) は、アメリカ合衆国の元プロバスケットボール選手。身長193cm、体重90kg。ポジションはスモールフォワード。

## 経歴
ニューヨーク出身のリオーダンはプロヴィデンス大学に進学し、3年間で平均11.2得点8.2リバウンドを記録した。2年次にはNCAAトーナメントベスト8進出を果たしている。1967年のNBAドラフト12巡目でニューヨーク・ニックスに入団した。
リオーダンは2年目の1969-70シーズンにニックスの一員としてNBA制覇を経験した。1971年にトレードでボルティモア・ブレッツに移籍すると主力として活躍するようになった。1972-73シーズンには自己最高の平均18.1得点をあげてオールディフェンシブ2ndチームに選ばれた。ブレッツは1975年にファイナル進出を果たしたがゴールデンステート・ウォリアーズに敗れた。
リオーダンは1976-77シーズンを最後に現役を引退した。NBAでの成績は、639試合の出場で通算6,334得点（平均9.9得点）であった。